# Seznam članov Francoske akademije
Seznam članov Francoske akademije je razporejen po posameznih sedežih.

## Sedež 1
- 1635 : Pierre Séguier
- 1643 : Claude Bazin de Bezons
- 1684 : Nicolas Boileau-Despréaux
- 1711 : Jean d'Estrées
- 1718 : Marc-René d'Argenson
- 1721 : Jean-Joseph Languet de Gergy
- 1753 : Georges-Louis Leclerc de Buffon
- 1788 : Félix Vicq d'Azir
- 1803 : François-Urbain Domergue
- 1810 : Ange-François Fariau, Dit de Saint-Ange
- 1811 : François-Auguste Parseval-Grandmaison
- 1835 : Narcisse-Achille de Salvandy
- 1857 : Emile Augier
- 1890 : Charles de Freycinet
- 1924 : Emile Picard
- 1944 : Louis-Victor Pierre Raymond de Broglie
- 1988 : Michel Debré
- 1997 : François Furet
- 1998 : René Rémond
- 2008 : Claude Jean Pierre Dagens

## Sedež 2
- 1634 : Valentin Conrart
- 1675 : Toussaint Rose
- 1701 : Louis de Sacy
- 1728 : Charles de Secondat, Baron de Montesquieu
- 1755 : Jean-Baptiste Vivien de Chateaubrun
- 1775 : François-Jean de Chastellux
- 1788 : Aimar-Charles-Marie de Nicolaï
- 1803 : Nicolas-Louis François de Neufchâteau
- 1828 : Pierre-Antoine Lebrun
- 1874 : Alexandre Dumas d. J.
- 1896 : André Theuriet
- 1908 : Jean Richepin
- 1927 : Emile Mâle
- 1955 : François Albert-Buisson
- 1962 : Marc Boegner
- 1972 : René de Castries
- 1987 : André Frossard
- 1996 : Hector Bianciotti

## Sedež 3
- 1634 : Jacques de Serisay
- 1654 : Paul-Philippe de Chaumont
- 1697 : Louis Cousin
- 1707 : Jacques-Louis de Valon, Marquis de Mimeure
- 1719 : Nicolas Gédoyn
- 1744 : François-Joachim de Pierres de Bernis
- 1803 : Roch-Ambroise Cucurron Sicard
- 1822 : Denis-Luc Frayssinous
- 1842 : Etienne-denis Pasquier
- 1863 : Jules-Armand Dufaure
- 1881 : Victor Cherbuliez
- 1900 : Emile Faguet
- 1918 : Georges Clemenceau
- 1930 : André Chaumeix
- 1955 : Jérôme Carcopino
- 1971 : Roger Caillois
- 1980 : Marguerite Yourcenar
- 1989 : Jean-Denis Bredin

## Sedež 4
- 1634 : Jean Desmarets de Saint-Sorlin
- 1676 : Jean-Jacques de Mesmes
- 1688 : Jean Testu de Mauroy
- 1706 : Camille le Tellier de Louvois
- 1718 : Jean-Baptiste Massillon
- 1742 : Louis-Jules Mancini-Mazarini, Duc de Nivernais
- 1803 : Gabriel-Marie Legouvé
- 1812 : Alexandre-Vincent Pineux Duval
- 1842 : Pierre-Simon Ballanche
- 1848 : Jean Vatout
- 1849 : Alexis de Guignard, Comte de Saint-Priest
- 1852 : Pierre-Antoine Berryer
- 1869 : François-Joseph de Champagny
- 1882 : Charles de Mazade
- 1894 : José-Maria de Heredia
- 1906 : Maurice Barrès
- 1925 : Louis Bertrand
- 1946 : Jean Tharaud
- 1952 : Alphonse Juin
- 1968 : Pierre Emmanuel
- 1985 : Jean Hamburger
- 1993 : Albert Decourtray
- 1995 : Jean-Marie Lustiger
- 2008 : Jean-Luc Marion

## Sedež 5
- 1634 : Jean Ogier de Gombauld
- 1666 : Paul Tallemant le Jeune
- 1712 : Antoine Danchet
- 1748 : Jean Baptiste Louis de Gresset
- 1777 : Claude-François-Xavier Millot
- 1785 : André Morellet
- 1819 : Pierre-Edouard Lémontey
- 1826 : Joseph Fourier
- 1830 : Victor Cousin
- 1867 : Jules Favre
- 1880 : Edmond Rousse
- 1907 : Pierre de Ségur
- 1920 : Robert de Flers
- 1927 : Louis Madelin
- 1956 : Robert Kemp
- 1960 : René Huyghe
- 1998 : Georges Vedel
- 2005 : Assia Djebar

## Sedež 6
- 1634 : François le Métel de Boisrobert
- 1662 : Jean Renaud de Segrais
- 1701 : Jean Galbert de Campistron
- 1723 : Philippe Néricault Destouches
- 1754 : Louis de Boissy
- 1758 : Jean-Baptiste de Lacurne de Sainte-Palaye
- 1781 : Sébastien-Roch-Nicolas, dit Chamfort
- 1803 : Pierre-Louis Roederer
- 1816 : Pierre-Marc-Gaston de Lévis
- 1830 : Philippe-Paul de Ségur
- 1873 : Charles de Viel-Castel
- 1888 : Edmond Jurien de La Gravière
- 1892 : Ernest Lavisse
- 1923 : Georges de Porto-Riche
- 1931 : Pierre Benoit
- 1963 : Jean Paulhan
- 1970 : Eugène Ionesco
- 1995 : Marc Fumaroli

## Sedež 7
- 1634 : Jean Chapelain
- 1674 : Isaac de Benserade
- 1691 : Etienne Pavillon
- 1705 : Fabio Brulart de Sillery
- 1715 : Henri-Jacques de La Force
- 1726 : Jean-Baptiste de Mirabaud
- 1760 : Claude-Henri Watelet
- 1786 : Michel-Jean Sedaine
- 1803 : Jean-François Collin d'Harleville
- 1806 : Pierre Daru
- 1829 : Alphonse de Lamartine
- 1870 : Emile Ollivier
- 1914 : Henri Bergson
- 1945 : Edouard le Roy
- 1955 : Henri Petiot, dit Daniel-Rops
- 1966 : Pierre-Henri Simon
- 1973 : André Roussin
- 1988 : Jacqueline Worms de Romilly
- ni zaseden od 18. decembra 2010

## Sedež 8
- 1634 : Claude de Malleville
- 1648 : Jean Ballesdens
- 1675 : Géraud de Cordemoy
- 1684 : Jean-Louis Bergeret
- 1695 : Charles-Irénée Castel de Saint-Pierre
- 1743 : Pierre-Louis Moreau de Maupertuis
- 1759 : Jean-Jacques Lefranc, Marquis de Pompignan
- 1784 : Jean-Sifrein Maury
- 1803 : Michel-Louis-Etienne Regnaud de Saint-Jean d'Angély
- 1816 : Pierre-Simon Laplace
- 1827 : Pierre-Paul Royer-Collard
- 1846 : Charles de Rémusat
- 1875 : Jules Simon
- 1897 : Albert de Mun
- 1918 : Alfred Baudrillart
- 1946 : Octave Aubry
- 1946 : Edouard Herriot
- 1959 : Jean Rostand
- 1978 : Michel Déon

## Sedež 9
- 1634 : Nicolas Faret
- 1646 : Pierre du Ryer
- 1658 : César d'Estrées
- 1715 : Victor-Marie d'Estrées
- 1738 : Charles-Armand-René de La Trémoille
- 1741 : Armand de Rohan-Soubise
- 1756 : Antoine de Malvin de Montazet
- 1788 : Stanislas de Boufflers
- 1815 : Louis-Pierre-Marie-François Baour-Lormian
- 1855 : François Ponsard
- 1868 : Joseph Autran
- 1877 : Victorien Sardou
- 1909 : Marcel Prévost
- 1945 : Emile Henriot
- 1962 : Jean Guéhenno
- 1979 : Alain Decaux

## Sedež 10
- 1634 : Antoine Godeau
- 1672 : Esprit Fléchier
- 1710 : Henri de Nesmond
- 1727 : Jean-Jacques Amelot de Chaillou
- 1749 : Charles-Louis-Auguste Fouquet de Belle-Isle
- 1761 : Nicolas-Charles-Joseph Trublet
- 1770 : Jean-François de Saint-Lambert
- 1803 : Hugues-Bernard Maret
- 1816 : Joseph Lainé
- 1836 : Emmanuel Mercier Dupaty
- 1852 : Alfred de Musset
- 1858 : Victor de Laprade
- 1884 : François Coppée
- 1909 : Jean Aicard
- 1924 : Camille Jullian
- 1934 : Léon Bérard
- 1961 : Jean Guitton
- 2000 : Florence Delay

## Sedež 11
- 1634 : Philippe Habert
- 1639 : Jacques Esprit
- 1678 : Jacques-Nicolas Colbert
- 1707 : Claude-François Fraguier
- 1728 : Charles d'Orléans de Rothelin
- 1744 : Gabriel Girard
- 1748 : Antoine-René de Voyer d'Argenson de Paulmy
- 1787 : Henri-Cardin-Jean-Baptiste d'Aguesseau
- 1826 : Charles Brifaut
- 1858 : Jules Sandeau
- 1884 : Edmond About
- 1886 : Léon Say
- 1896 : Albert Vandal
- 1911 : denys Cochin
- 1922 : Georges Goyau
- 1940 : Paul Hazard
- 1946 : Maurice Garçon
- 1968 : Paul Morand
- 1977 : Alain Peyrefitte
- 2001 : Gabriel de Broglie

## Sedež 12
- 1634 : Germain Habert de Cérizy
- 1655 : Charles Cotin
- 1682 : Louis de Courcillon de Dangeau
- 1723 : Charles-Jean-Baptiste Fleuriau de Morville
- 1732 : Jean Terrasson
- 1750 : Claude de Thiard de Bissy
- 1810 : Joseph-Alphonse Esménard
- 1811 : Charles Lacretelle Jeune
- 1856 : Jean-Baptiste Biot
- 1863 : Louis de Carné
- 1876 : Charles Blanc
- 1882 : Edouard Pailleron
- 1900 : Paul Hervieu
- 1918 : François de Curel
- 1930 : Charles le Goffic
- 1932 : Abel Bonnard
- 1946 : Jules Romains
- 1973 : Jean d'Ormesson

## Sedež 13
- 1634 : Claude-Gaspard Bachet de Méziriac
- 1639 : François de la Mothe-Le-Vayer
- 1672 : Jean Racine
- 1699 : Jean-Baptiste-Henri de Valincour
- 1730 : Jean-François Leriget de la Faye
- 1731 : Prosper Jolyot de Crébillon
- 1762 : Claude-Henri de Fusée de Voisenon
- 1776 : Jean de Dieu-Raymond Boisgelin de Cucé
- 1804 : Jean-Baptiste Dureau de la Malle
- 1807 : Louis-Benoît Picard
- 1829 : Antoine-Vincent Arnault
- 1834 : Eugène Scribe
- 1862 : Octave Feuillet
- 1891 : Pierre Loti
- 1924 : Albert Besnard
- 1935 : Louis Gillet
- 1946 : Paul Claudel
- 1956 : Wladimir d'Ormesson
- 1974 : Maurice Schumann
- 1999 : Pierre Messmer
- 2008 : Simone Veil

## Sedež 14
- 1634 : François Maynard
- 1647 : Pierre Corneille
- 1684 : Thomas Corneille
- 1710 : Antoine Houdar de la Motte
- 1732 : Michel-Celse-Roger de Bussy-Rabutin
- 1736 : Etienne Lauréault de Foncemagne
- 1779 : Michel-Paul-Gui de Chabanon
- 1803 : Jacques-André Naigeon
- 1810 : Népomucène Lemercier
- 1841 : Victor Hugo
- 1886 : Charles Leconte de Lisle
- 1894 : Henry Houssaye
- 1912 : Louis Hubert Lyautey
- 1934 : Louis Franchet d'Espèrey
- 1946 : Robert d'Harcourt
- 1966 : Jean Mistler
- 1990 : Hélène Carrère d'Encausse

## Sedež 15
- 1634 : Guillaume Bautru
- 1665 : Jacques Testu de Belval
- 1706 : François-Joseph de Beaupoil de Sainte-Aulaire
- 1743 : Jean-Jacques Dortous de Mairan
- 1771 : François Arnaud
- 1785 : Gui-Jean-Baptiste Target
- 1806 : Jean-Sifrein Maury
- 1816 : François-Xavier-Marc-Antoine de Montesquiou-Fézensac
- 1832 : Antoine Jay
- 1854 : Ustazade Silvestre de Sacy
- 1880 : Eugène Marin Labiche
- 1888 : Henri Meilhac
- 1898 : Henri Lavedan
- 1946 : Ernest Seillière
- 1956 : André Chamson
- 1984 : Fernand Braudel
- 1986 : Jacques Laurent
- 2001 : Frédéric Vitoux

## Sedež 16
- 1634 : Jean Sirmond
- 1649 : Jean de Montereul
- 1651 : François Tallemant l’Aîné
- 1693 : Simon de la Loubère
- 1729 : Claude Sallier
- 1761 : Jean-Gilles du Coëtlosquet
- 1784 : Anne-Pierre de Montesquiou-Fézensac
- 1803 : Antoine-Vincent Arnault
- 1816 : Armand Du Plessis, Duc de Richelieu
- 1822 : Bon-Joseph Dacier
- 1833 : Pierre-François Tissot
- 1854 : Félix Dupanloup
- 1878 : Edme-Armand-Gaston d'Audiffret-Pasquier
- 1906 : Alexandre Ribot
- 1923 : Henri Robert
- 1938 : Charles Maurras
- 1953 : Antoine de Lévis Mirepoix
- 1983 : Léopold Sédar Senghor
- 2003 : Valéry Giscard d'Estaing

## Sedež 17
- 1634 : François de Cauvigny de Colomby
- 1649 : François Tristan l’Hermite
- 1655 : Hippolyte-Jules Pilet de la Mesnardière
- 1663 : François-Honorat de Beauvilliers, Duc de Saint-Aignan
- 1687 : François-Timoléon de Choisy
- 1724 : Antoine Portail
- 1736 : Pierre-Claude Nivelle de la Chaussée
- 1754 : Jean-Pierre de Bougainville
- 1763 : Jean-François Marmontel
- 1803 : Louis-Marcelin de Fontanes
- 1821 : Abel-François Villemain
- 1871 : Emile Littré
- 1881 : Louis Pasteur
- 1896 : Gaston Paris
- 1903 : Frédéric Masson
- 1924 : Georges Lecomte
- 1959 : Jean delay
- 1988 : Jacques-Yves Cousteau
- 1998 : Erik Orsenna

## Sedež 18
- 1634 : Jean Baudoin
- 1650 : François Charpentier

- 1702 : Jean-François de Chamillart
- 1714 : Claude-Louis-Hector de Villars
- 1734 : Honoré-Armand de Villars
- 1770 : Etienne-Charles de Loménie de Brienne
- 1803 : Jean-Gérard Lacuée de Cessac
- 1841 : Alexis de Tocqueville
- 1860 : Jean Baptiste Henri Lacordaire
- 1862 : Albert de Broglie
- 1901 : Melchior de Vogüé
- 1918 : Ferdinand Foch
- 1929 : Philippe Pétain
- 1952 : André François-Poncet
- 1978 : Edgar Faure
- 1990 : Michel Serres

## Sedež 19
- 1634 : François de Porchères d'Arbaud
- 1640 : Olivier Patru
- 1681 : Nicolas Potier de Novion
- 1693 : Philippe Goibaud-Dubois
- 1694 : Charles Boileau
- 1704 : Gaspard Abeille
- 1718 : Nicolas-Hubert de Mongault
- 1746 : Charles Pinot Duclos
- 1772 : Nicolas Beauzée
- 1789 : Jean-Jacques Barthélemy
- 1803 : Marie-Joseph Chénier
- 1811 : François-René de Chateaubriand
- 1849 : Paul de Noailles
- 1886 : Edouard Hervé
- 1899 : Paul Deschanel
- 1923 : Auguste Jonnart
- 1928 : Maurice Paléologue
- 1946 : Charles de Chambrun
- 1953 : Fernand Gregh
- 1960 : René Clair
- 1982 : Pierre Moinot
- 2008 : Jean-Loup Dabadie

## Sedež 20
- 1634 : Paul Hay du Chastelet
- 1637 : Nicolas Perrot d'Ablancourt
- 1665 : Roger de Bussy-Rabutin
- 1693 : Jean-Paul Bignon
- 1743 : Armand-Jérôme Bignon
- 1772 : Louis-Georges de Bréquigny
- 1803 : Ponce-Denis Ecouchard-Lebrun
- 1807 : François-Juste-Marie Raynouard
- 1836 : François-Auguste Mignet
- 1884 : Victor Duruy
- 1895 : Jules Lemaître
- 1919 : Henry Bordeaux
- 1964 : Thierry Maulnier
- 1990 : José Cabanis
- 2001 : Angelo Rinaldi

## Sedež 21
- 1634 : Marin Le Roy de Gomberville
- 1674 : Pierre-Daniel Huet
- 1721 : Jean Boivin Le Cadet, dit Boivin de Villeneuve
- 1726 : Paul-Hippolyte de Beauvilliers, duc de Saint-Aignan
- 1776 : Charles-Pierre Colardeau
- 1776 : Jean-François de la Harpe
- 1803 : Pierre-Louis Lacretelle l'Aîné
- 1824 : François-Xavier-Joseph Droz
- 1851 : Charles de Montalembert
- 1871 : Henri d'Orléans, duc d'Aumale
- 1898 : Eugène Guillaume
- 1905 : Étienne Lamy
- 1920 : André Chevrillon
- 1959 : Marcel Achard
- 1975 : Félicien Marceau

## Sedež 22
- 1634 : Antoine Gérard de Saint-Amant
- 1662 : Jacques Cassagne
- 1679 : Louis de Verjus, Comte de Crécy
- 1710 : Jean-Antoine de Mesmes
- 1723 : Pierre-Joseph Alary
- 1771 : Gabriel-Henri Gaillard
- 1803 : Louis-Philippe de Ségur
- 1830 : Jean-Pons-Guillaume Viennet
- 1869 : Joseph d'Haussonville
- 1884 : Ludovic Halévy
- 1909 : Eugène Brieux
- 1933 : François Mauriac
- 1971 : Julien Green
- 1999 : René de Obaldia

## Sedež 23
- 1634 : Guillaume Colletet
- 1659 : Gilles Boileau
- 1670 : Jean de Montigny
- 1671 : Charles Perrault
- 1703 : Armand-Gaston-Maximilien de Rohan
- 1749 : Louis-Gui de Guérapin de Vauréal
- 1760 : Charles Marie de la Condamine
- 1774 : Jacques Delille
- 1813 : François-Nicolas-Vincent Campenon
- 1844 : Marc Girardin, dit Saint-Marc Girardin
- 1874 : Alfred Mézières
- 1918 : René Boylesve
- 1927 : Abel Hermant
- 1946 : Étienne Gilson
- 1979 : Henri Gouhier
- 1995 : Pierre Rosenberg

## Sedež 24
- 1634 : Jean Silhon
- 1667 : Jean-Baptiste Colbert
- 1684 : Jean de La Fontaine
- 1695 : Jules de Clérambault
- 1714 : Guillaume Massieu
- 1722 : Claude-François-Alexandre Houtteville
- 1742 : Pierre Carlet de Chamblain de Marivaux
- 1763 : Claude-François Lysarde de Radonvilliers
- 1803 : Constantin-François Chassebœuf, Comte de Volney
- 1820 : Claude-Emmanuel de Pastoret
- 1841 : Louis de Beaupoil, Comte de Sainte-Aulaire
- 1855 : Victor de Broglie
- 1870 : Prosper Duvergier de Hauranne
- 1881 : Armand Prudhomme, dit Sully-Prudhomme
- 1908 : Henri Poincaré
- 1914 : Alfred Capus
- 1923 : Édouard Estaunié
- 1944 : Louis-Pasteur Vallery-Radot
- 1971 : Étienne Wolff
- 1997 : Jean-François Revel
- 2007 : Max Gallo

## Sedež 25
- 1634 : Claude de L’Estoile
- 1652 : Armand de Camboust, duc de Coislin
- 1702 : Pierre de Camboust, duc de Coislin
- 1710 : Henri-Charles de Coislin
- 1733 : Jean-Baptiste Surian
- 1754 : Jean Le Rond, genannt d'Alembert
- 1783 : Marie-Gabriel-Florent-Auguste de Choiseul-Gouffier
- 1803 : Jean-Étienne-Marie Portalis
- 1807 : Pierre Laujon
- 1811 : Charles-Guillaume Étienne
- 1816 : Marie-Gabriel-Florent-Auguste de Choiseul-Gouffier
- 1817 : Jean-Louis Laya
- 1833 : Charles Nodier
- 1844 : Prosper Mérimée
- 1871 : Louis de Loménie
- 1878 : Hippolyte Taine
- 1894 : Albert Sorel
- 1907 : Maurice Donnay
- 1946 : Marcel Pagnol
- 1975 : Jean Bernard
- 2007 : Dominique Fernandez

## Sedež 26
- 1634 : Amable de Bourzeys
- 1672 : Jean Gallois
- 1707 : Edme Mongin
- 1746 : Jean-Ignace de La Ville
- 1774 : Jean-Baptiste-Antoine Suard
- 1817 : François Roger
- 1842 : Henri Patin
- 1876 : Gaston Boissier
- 1909 : René Doumic
- 1938 : André Maurois
- 1968 : Marcel Arland
- 1987 : Georges Duby
- 1997 : Jean-Marie Rouart

## Sedež 27
- 1634 : Abel Servien
- 1659 : Jean-Jacques Renouard de Villayer
- 1691 : Bernard le Bovier de Fontenelle
- 1757 : Antoine-Louis Séguier
- 1803 : Jacques-Henri Bernardin de Saint-Pierre
- 1814 : Étienne Aignan
- 1824 : Alexandre Soumet
- 1845 : Louis, dit Ludovic Vitet
- 1874 : Elme-Marie Caro
- 1888 : Paul-Gabriel d'Haussonville
- 1925 : Auguste-Armand de la Force
- 1962 : Joseph Kessel
- 1980 : Michel Droit
- 2001 : Pierre Nora

## Sedež 28
- 1634 : Jean-Louis Guez de Balzac
- 1654 : Paul-Philippe Hardouin de Péréfixe
- 1671 : François de Harlay de Champvallon
- 1695 : André Dacier
- 1722 : Guillaume Dubois
- 1723 : Charles-Jean-François Hénault
- 1771 : Charles-Just de Beauvau
- 1803 : Philippe-Antoine Merlin de Douai
- 1816 : Antoine-François-Claude Ferrand
- 1825 : Casimir Delavigne
- 1844 : Charles-Augustin Sainte-Beuve
- 1870 : Jules Janin
- 1875 : John Lemoinne
- 1893 : Ferdinand Brunetière
- 1907 : Henri Barboux
- 1911 : Henry Roujon
- 1918 : Louis Barthou
- 1935 : Claude Farrère
- 1959 : Henri Troyat
- 2008 : Jean-Christophe Rufin

## Sedež 29
- 1634 : Pierre Bardin
- 1637 : Nicolas Bourbon
- 1644 : François-Henri Salomon de Virelade
- 1670 : Philippe Quinault
- 1688 : François de Callières
- 1717 : André-Hercule de Fleury
- 1743 : Paul d'Albert de Luynes
- 1788 : Jean-Pierre Claris de Florian
- 1803 : Jean-François Cailhava
- 1813 : Joseph Michaud
- 1840 : Marie-Jean-Pierre Flourens
- 1868 : Claude Bernard
- 1878 : Ernest Renan
- 1893 : Paul-Armand Challemel-Lacour
- 1897 : Gabriel Hanotaux
- 1944 : André Siegfried
- 1960 : Henry de Montherlant
- 1973 : Claude Lévi-Strauss
- ni zaseden od 30. oktobra 2009

## Sedež 30
- 1634 : Honorat de Bueil, Marquis de Racan
- 1670 : François-Séraphin Régnier-desmarais
- 1713 : Bernard de la Monnoye
- 1728 : Michel Poncet de la Rivière
- 1730 : Jacques Hardion
- 1766 : Antoine-Léonard Thomas
- 1785 : Jacques-Antoine-Hippolyte de Guibert
- 1803 : Jean-Jacques Régis de Cambacérès
- 1816 : Louis-Gabriel, Vicomte de Bonald
- 1841 : Jacques-François Ancelot
- 1855 : Ernest Legouvé
- 1903 : René Bazin
- 1932 : Théodore Gosselin, dit G. Lenotre
- 1935 : Georges Duhamel
- 1966 : Maurice Druon
- ni zaseden od 14. aprila 2009

## Sedež 31
- 1634 : Pierre de Boissat
- 1662 : Antoine Furetière
- 1688 : Jean de la Chapelle
- 1723 : Pierre-Joseph Thoulier d'Olivet
- 1768 : Étienne Bonnot de Condillac
- 1780 : Louis-Élisabeth de la Vergne de Tressan
- 1783 : Jean Sylvain Bailly
- 1803 : Emmanuel-Joseph Siéyès
- 1816 : Trophime-Gérard de Lally-Tollendal
- 1830 : Jean-Baptiste Sanson de Pongerville
- 1870 : Xavier Marmier
- 1893 : Henri de Bornier
- 1901 : Edmond Rostand
- 1920 : Joseph Bédier
- 1938 : Jérôme Tharaud
- 1955 : Jean Cocteau
- 1964 : Jacques Rueff
- 1978 : Jean Dutourd
- ni zaseden od 17. januarja 2011

## Sedež 32
- 1634 : Claude Favre de Vaugelas
- 1650 : Georges de Scudéry
- 1667 : Philippe de Dangeau
- 1720 : Louis-François-Armand du Plessis de Richelieu
- 1788 : François-Henri d'Harcourt
- 1803 : Lucien Bonaparte
- 1816 : Louis-Simon Auger
- 1829 : Charles-Guillaume Étienne
- 1845 : Alfred de Vigny
- 1865 : Camille Doucet
- 1896 : Charles Costa de Beauregard
- 1911 : Hippolyte Langlois
- 1912 : Émile Boutroux
- 1922 : Pierre de Nolhac
- 1936 : Georges Grente
- 1960 : Henri Massis
- 1971 : Georges Izard
- 1974 : Robert Aron
- 1976 : Maurice Rheims
- 2004 : Alain Robbe-Grillet
- 2009 : François Weyergans

## Sedež 33
- 1634 : Vincent Voiture
- 1648 : François-Eudes de Mézeray
- 1683 : Jean Barbier d'Aucour
- 1694 : François de Clermont-Tonnerre
- 1701 : Nicolas de Malézieu
- 1727 : Jean Bouhier
- 1746 : François-Marie Arouet, genannt Voltaire
- 1778 : Jean-François Ducis
- 1816 : Raymond de Sèze
- 1828 : Prosper Brugière, Baron de Barante
- 1867 : Joseph Gratry
- 1873 : René Taillandier, genannt Saint-René Taillandier
- 1880 : Maxime du Camp
- 1894 : Paul Bourget
- 1936 : Edmond Jaloux
- 1950 : Jean-Louis Vaudoyer
- 1964 : Marcel Brion
- 1985 : Michel Mohrt

## Sedež 34
- 1634 : Honorat de Porchères Laugier
- 1653 : Paul Pellisson
- 1693 : François de Salignac de la Mothe-Fénelon
- 1715 : Claude Gros de Boze
- 1753 : Louis de Bourbon-Condé, comte de Clermont
- 1771 : Pierre-Laurent Buirette de Belloy
- 1775 : Emmanuel-Félicité de Durfort de Duras
- 1803 : Dominique-Joseph Garat
- 1816 : Louis-François de Bausset
- 1824 : Hyacinthe-Louis de Quélen
- 1840 : Mathieu Molé
- 1856 : Frédéric-Alfred de Falloux
- 1886 : Octave Gréard
- 1904 : Émile Gebhart
- 1909 : Raymond Poincaré
- 1935 : Jacques Bainville
- 1936 : Joseph de Pesquidoux
- 1946 : Maurice Genevoix
- 1981 : Jacques de Bourbon Busset
- 2003 : François Cheng

## Sedež 35
- 1634 : Henri-Louis Habert de Montmort
- 1679 : Louis Irland de Lavau
- 1694 : Jean-François-Paul Lefèvre Caumartin
- 1733 : François-Augustin Paradis de Moncrif
- 1771 : Jean-Armand de Roquelaure
- 1818 : Georges Cuvier
- 1832 : André Dupin
- 1866 : Alfred-Auguste Cuvillier-Fleury
- 1888 : Jules Claretie
- 1918 : Joseph Joffre
- 1931 : Maxime Weygand
- 1966 : Louis Leprince-Ringuet
- 2001 : Yves Pouliquen

## Sedež 36
- 1634 : Marin Cureau de la Chambre
- 1670 : Pierre Cureau de la Chambre
- 1693 : Jean de la Bruyère
- 1696 : Claude Fleury
- 1723 : Jacques Adam
- 1736 : Joseph Séguy
- 1761 : Louis-René-Édouard de Rohan-Guéménée
- 1803 : Jean Devaines
- 1803 : Évariste de Forges de Parny
- 1815 : Victor-Joseph-Étienne de Jouy
- 1847 : Adolphe-Joseph Simonis Empis
- 1869 : Auguste Barbier
- 1882 : Adolphe Perraud
- 1906 : François-Désiré Mathieu
- 1910 : Louis Duchesne
- 1923 : Henri Bremond
- 1935 : André Bellessort
- 1946 : René Grousset
- 1953 : Pierre Gaxotte
- 1983 : Jacques Soustelle
- 1992 : Jean François Deniau
- 2007 : Philippe Beaussant

## Sedež 37
- 1635 : Daniel Hay du Chastelet de Chambon
- 1671 : Jacques-Bénigne Bossuet
- 1704 : Melchior de Polignac
- 1741 : Odet-Joseph Giry
- 1761 : Charles Batteux
- 1780 : Antoine-Marin Lemierre
- 1803 : Félix-Julien-Jean Bigot de Préameneu
- 1825 : Mathieu de Montmorency
- 1826 : Alexandre Guiraud
- 1847 : Jean-Jacques Ampère
- 1865 : Lucien-Anatole Prévost-Paradol
- 1871 : Camille Rousset
- 1893 : Paul Thureau-Dangin
- 1914 : Pierre de La Gorce
- 1934 : Maurice de Broglie
- 1961 : Eugène Tisserant
- 1972 : Jean Daniélou
- 1975 : Robert-Ambroise-Marie Carré
- 2005 : René Girard

## Sedež 38
- 1635 : Auger de Moléon de Granier
- 1636 : Balthazar Baro
- 1650 : Jean Doujat
- 1688 : Eusèbe Renaudot
- 1720 : Henri-Emmanuel de Roquette
- 1725 : Pierre de Pardaillan d'Antin
- 1733 : Nicolas-François dupré de Saint-Maur
- 1775 : Guillaume-Chrétien de Lamoignon de Malesherbes
- 1803 : François Andrieux
- 1833 : Adolphe Thiers
- 1878 : Henri Martin
- 1884 : Ferdinand de Lesseps
- 1896 : Anatole France
- 1925 : Paul Valéry
- 1946 : Henri Mondor
- 1963 : Louis Armand
- 1972 : Jean-Jacques Gautier
- 1986 : Jean-Louis Curtis
- 1996 : François Jacob

## Sedež 39
- 1636 : Louis Giry
- 1666 : Claude Boyer
- 1698 : Charles-Claude Genest
- 1720 : Jean-Baptiste Dubos
- 1742 : Jean-François du Bellay du Resnel
- 1761 : Bernard-Joseph Saurin
- 1782 : Jean-Antoine-Nicolas de Caritat, Marquis de Condorcet
- 1803 : Gabriel Villar
- 1826 : Charles-Marie-Dorimond de Féletz
- 1850 : Désiré Nisard
- 1888 : Eugène-Melchior de Vogüé
- 1911 : Henri de Régnier
- 1936 : Jacques de Lacretelle
- 1986 : Bertrand Poirot-Delpech
- 2008 : Jean Clair

## Sedež 40
- 1639 : Daniel de Priézac
- 1662 : Michel Le Clerc
- 1692 : Jacques de Tourreil
- 1714 : Jean-Roland Mallet
- 1736 : Jean-François Boyer
- 1755 : Nicolas Thyrel de Boismont
- 1787 : Claude-Carloman de Rulhière
- 1803 : Pierre-Jean-Georges Cabanis
- 1808 : Antoine Louis Claude Destutt de Tracy
- 1836 : François Guizot
- 1875 : Jean-Baptiste Dumas
- 1884 : Joseph Bertrand
- 1900 : Marcellin Berthelot
- 1908 : Francis Charmes
- 1918 : Jules Cambon
- 1936 : Lucien Lacaze
- 1956 : Jacques Chastenet
- 1978 : Georges Dumézil
- 1988 : Pierre-Jean Rémy
- ni zaseden od 27. aprila 2010